# Liste von Persönlichkeiten der Stadt Rennes
Diese Liste der Söhne und Töchter der Stadt Rennes enthält Personen, die entweder in Rennes geboren wurden oder lange Zeit dort lebten und in der deutschsprachigen Wikipedia mit einem Artikel vertreten sind. Die Liste erhebt keinen Anspruch auf Vollständigkeit.

## Söhne und Töchter der Stadt Rennes

### Bis 1800

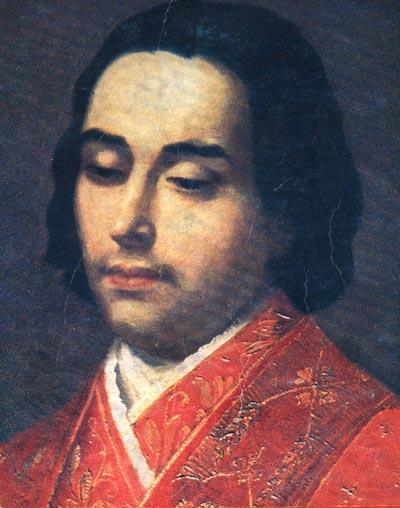
Claude Poullart des Places
(1679–1709)

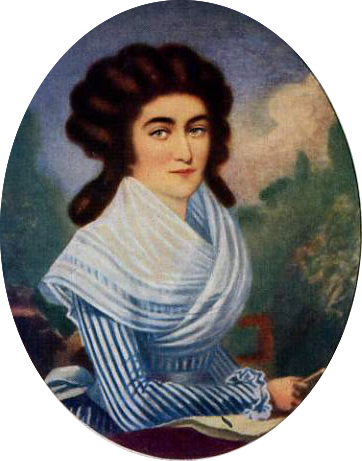
Adélaïde-Marie Champion de Cicé
(1749–1818)

- Louis-Marcel de Coëtlogon-Méjusseaume (etwa 1648–1707), Geistlicher
- René-Joseph de Tournemine (1661–1739), Jesuit
- Claude Poullart des Places (1679–1709), römisch-katholischer Geistlicher und Ordensgründer der Spiritaner
- Louis-René de Caradeuc de La Chalotais (1701–1785), Jurist
- Léger Marie Deschamps (1716–1774), Utopist und Philosoph
- Toussaint-Guillaume Picquet de la Motte (1720–1791), Admiral
- Jean-Baptiste Champion de Cicé (1725–1805), römisch-katholischer Erzbischof und Politiker
- Jean-de-Dieu-Raymond de Boisgelin de Cucé (1732–1804), Kardinal und Mitglied der Académie française
- Adélaïde-Louise-Pauline Hus (1734–1805), Schauspielerin der Comédie-Française und Kurtisane (Mademoiselle Hus)
- Jérôme Champion de Cicé (1735–1810), römisch-katholischer Erzbischof und Politiker
- Jean-Baptiste-René Robinet (1735–1820), Naturphilosoph und Enzyklopädist
- Julien Louis Geoffroy (1743–1814), dramatischer Kritiker
- Félix-Julien-Jean Bigot de Préameneu (1747–1825), Jurist, Minister und Mitglied der Académie française
- Adélaïde-Marie Champion de Cicé (1749–1818), Ordensfrau und Gründerin der Gesellschaft vom Unbefleckten Herzen Mariä
- Michel Ange Bernard de Mangourit (1752–1829), diplomatischer Agent, Botschafter, Publizist und Schriftsteller
- Jean-Denis Lanjuinais (1753–1827), Politiker
- Isaac René Guy Le Chapelier (1754–1794), Politiker während der Französischen Revolution
- Jean Baptiste Bédard (1765–1815), Violinist, Harfenist, Gitarrist und Komponist
- Alexandre-Vincent Pineux Duval, genannt Alexandre Duval (1767–1842), Architekt, Schriftsteller und Theaterdirektor
- Auguste Hilarion de Kératry (1769–1859), Schriftsteller und Politiker
- Hippolyte-Marie de Rosnyvinen (1778–1850), General der Kavallerie
- Pierre-Jean Robiquet (1780–1840), Chemiker
- Jean Baptiste Métivier (1781–1853), französisch-deutscher Architekt und bayerischer Baubeamter
- Jacques Philippe Marie Binet (1786–1856), Mathematiker
- Joseph Marie Quérard (1797–1865), Bibliograf

### 19. Jahrhundert

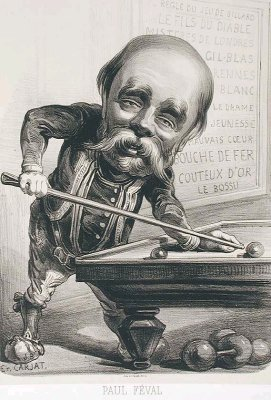
Paul Féval
(1816–1887)

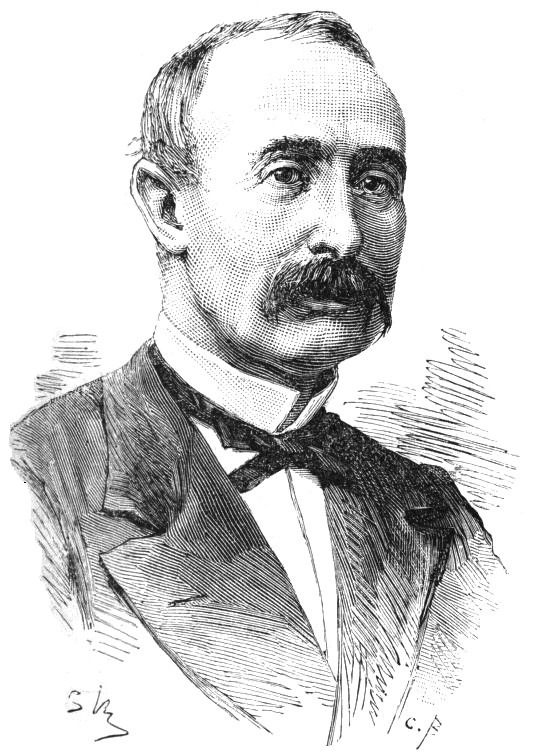
Félix Martin-Feuillée
(1830–1898)

- Godefroy Brossay-Saint-Marc (1803–1878), (Erz)bischof von Rennes, Kardinal
- Paul Dupont des Loges (1804–1886), römisch-katholischer Bischof in Metz und Reichstagsabgeordneter
- Édouard Turquety (1807–1867), Dichter
- Henri Delaborde (1811–1899), Kunsthistoriker und Maler des Klassizismus
- Marie Rouault (1813–1881), Geologe, Paläontologe und Fossiliensammler
- Paul Féval (1816–1887), Schriftsteller (Sir Francis Trolopp)
- Louis Grivart (1829–1901), Politiker
- Félix Martin-Feuillée (1830–1898), Rechtsanwalt und Politiker
- Dom Paul Jausions (1834–1870), Benediktiner und Pionier der Restitution des gregorianischen Chorals
- Georges Boulanger (1837–1891), General
- Alfred Ditte (1843–1908), Chemiker
- Charles Oberthür (1845–1924), französischer Entomologe
- Berthold Zeller (1848–1899), Historiker und Herausgeber
- Louis Tiercelin (1849–1915), Schriftsteller
- Marcel Marion (1857–1940), Historiker
- Joseph Turmel (1859–1943), Modernist und Historiker für Dogmatik
- Anatole Deibler (1863–1939), Scharfrichter
- René Worms (1869–1926), Soziologe und Philosoph
- Alphonse de Châteaubriant (1877–1951), Schriftsteller und Kollaborateur
- Jules Isaac (1877–1963), Historiker
- Louis-Henri Nicot (1878–1944), Bildhauer
- Alphonse Chérel (1882–1956), Pädagoge, Übersetzer, Sprachwissenschaftler und Lehrbuchautor
- Philippe Ghis (1882–1918), Fußballspieler, Leichtathlet und Mitbegründer des Vereins Stade Rennes
- Eugène Bigot (1888–1965), Komponist und Dirigent
- Charles Vanel (1892–1989), Schauspieler und Regisseur
- Théodore Le Du (1893–1966), Automobilrennfahrer

### 20. Jahrhundert

#### 1901 bis 1950

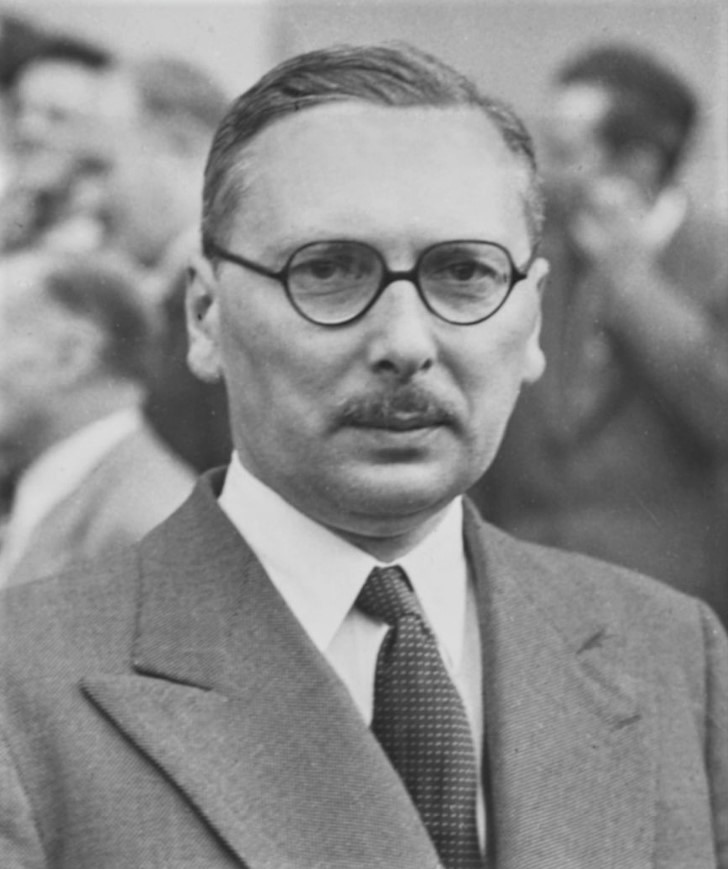
René Pleven
(1901–1993)

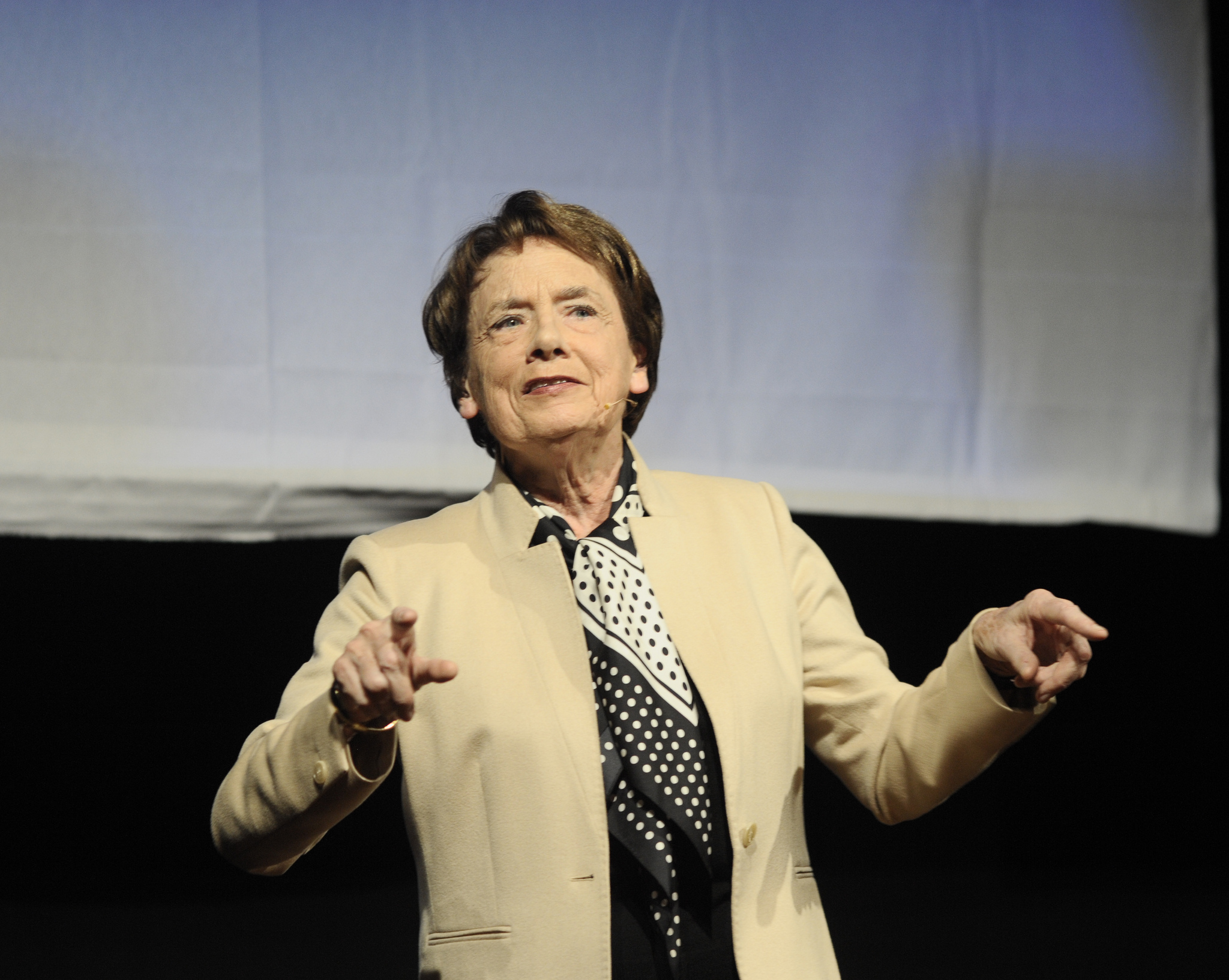
Catherine Lalumière
(* 1935)

- René Pleven (1901–1993), Politiker
- René Guillou (1903–1958), Komponist
- Norbert-Jean Mahé (1903–1986), Autorennfahrer
- Suzanne Bastid (1906–1995), Juristin
- Pierre-Henri Teitgen (1908–1997), Jurist, Professor und Politiker
- Guy-Marie Riobé (1911–1978), römisch-katholischer Bischof von Orléans
- Alphonse Chantoux (1920–1998), Apostolischer Präfekt von Fada N’Gourma
- Marcel Callo (1921–1945), katholischer Jugendarbeiter und Gegner des Nationalsozialismus
- Lucien Musset (1922–2004), Historiker
- Jean-Yves Jolif, OP (1923–1979), Dominikaner und Übersetzer aus dem Altgriechischen
- Marcel Bozzuffi (1928–1988), Filmschauspieler
- Pierick Houdy (1929–2021), französisch-kanadischer Komponist und Musikpädagoge
- Paul Lagarde (* 1934), Rechtswissenschaftler
- Catherine Lalumière (* 1935), Politikerin (PRG)
- Yves Boutet (1936–2021), Fußballspieler
- Adolphe Nicolas (1936–2020),  Geologe und Geophysiker
- Lucie Robert-Diessel (1936–2019), Komponistin und Pianistin
- Joëlle Timsit (* 1938), Diplomatin
- Aubert de Villaine (* 1939), Winzer
- Robert Poirier (* 1942), Leichtathlet
- Marcel Boishardy (1945–2011), Radrennfahrer
- Yves Cochet (* 1946), Politiker (Europe Écologie-Les Verts)
- Christophe Pierre (* 1946), Kardinal und Diplomat
- Jean-Claude Kaufmann (* 1948), Soziologe
- Yves-Thibault de Silguy (* 1948), Politiker, Geschäftsmann und hoher Beamter
- Soazig Aaron (* 1949), Schriftstellerin
- Danièle Nouy (* 1950), Funktionärin

#### 1951 bis 1975

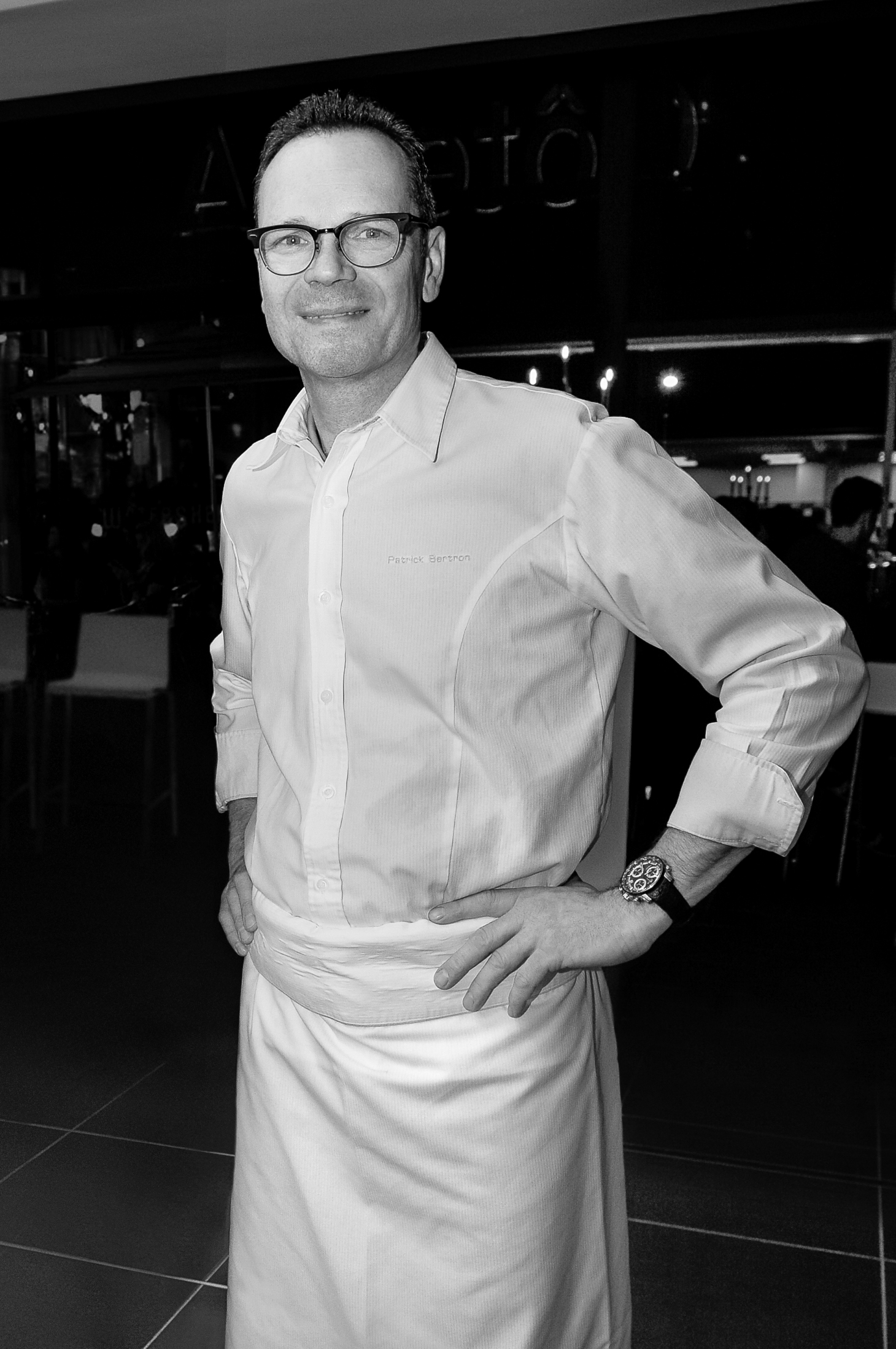
Patrick Bertron
(* 1962)

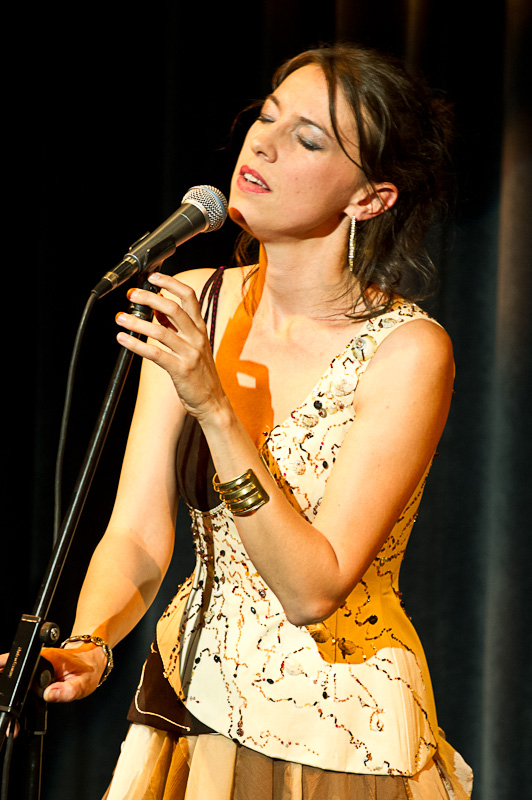
Gwennyn
(* 1974)

- Jean Guisnel (* 1951), Journalist und Publizist
- Francis Kerbiriou (* 1951), Sprinter
- Jean-Paul James (* 1952), Erzbischof von Bordeaux
- Marc Gomez (* 1954), Radrennfahrer
- Michel Pansard (* 1955), katholischer Geistlicher, Bischof von Evry-Corbeil-Essonnes
- Simon Goubert (* 1960), Jazz-Schlagzeuger, Pianist, Arrangeur und Komponist
- Martial Fesselier (* 1961), Sportgeher
- Patrick Bertron (* 1962), Koch
- Serge Bodin (* 1962), Radrennfahrer
- François-Henri Pinault (* 1962), Manager
- Jean Guérin (* 1964), Radrennfahrer
- Nylso (* 1964), Grafiker und Comic-Künstler
- Laurent Delamontagne (* 1965), Fußballspieler
- Stéphane Brizé (* 1966), Schauspieler, Regisseur und Drehbuchautor
- Éric Caravaca (* 1966), Schauspieler und Filmregisseur
- Nina Bouraoui (* 1967), Schriftstellerin
- Hervé Garel (* 1967), Radrennfahrer
- Yannick Haenel (* 1967), Schriftsteller und Romancier
- Laurent Madouas (* 1967), Radrennfahrer
- Anne-Marie Kermarrec (* 1970), Informatikerin
- Stéphane Heulot (* 1971), Radrennfahrer
- Sylvain Ripoll (* 1971), Fußballspieler und -trainer
- Laure Sainclair (* 1972), Pornodarstellerin
- Vanessa Wagner (* 1973), Pianistin
- Gwennyn (* 1974), Liedermacherin

#### 1975 bis 2000

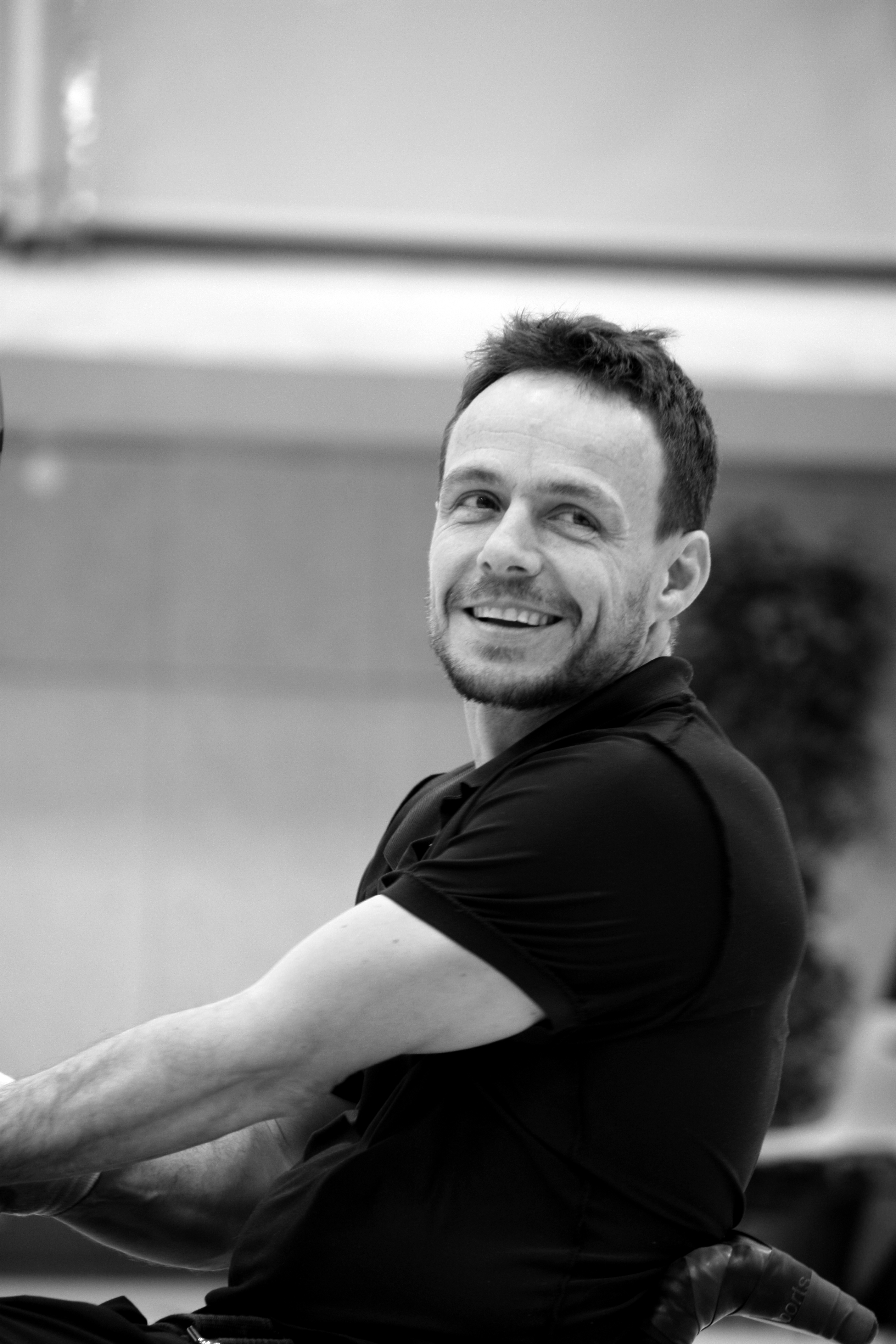
David Toupé
(* 1977)

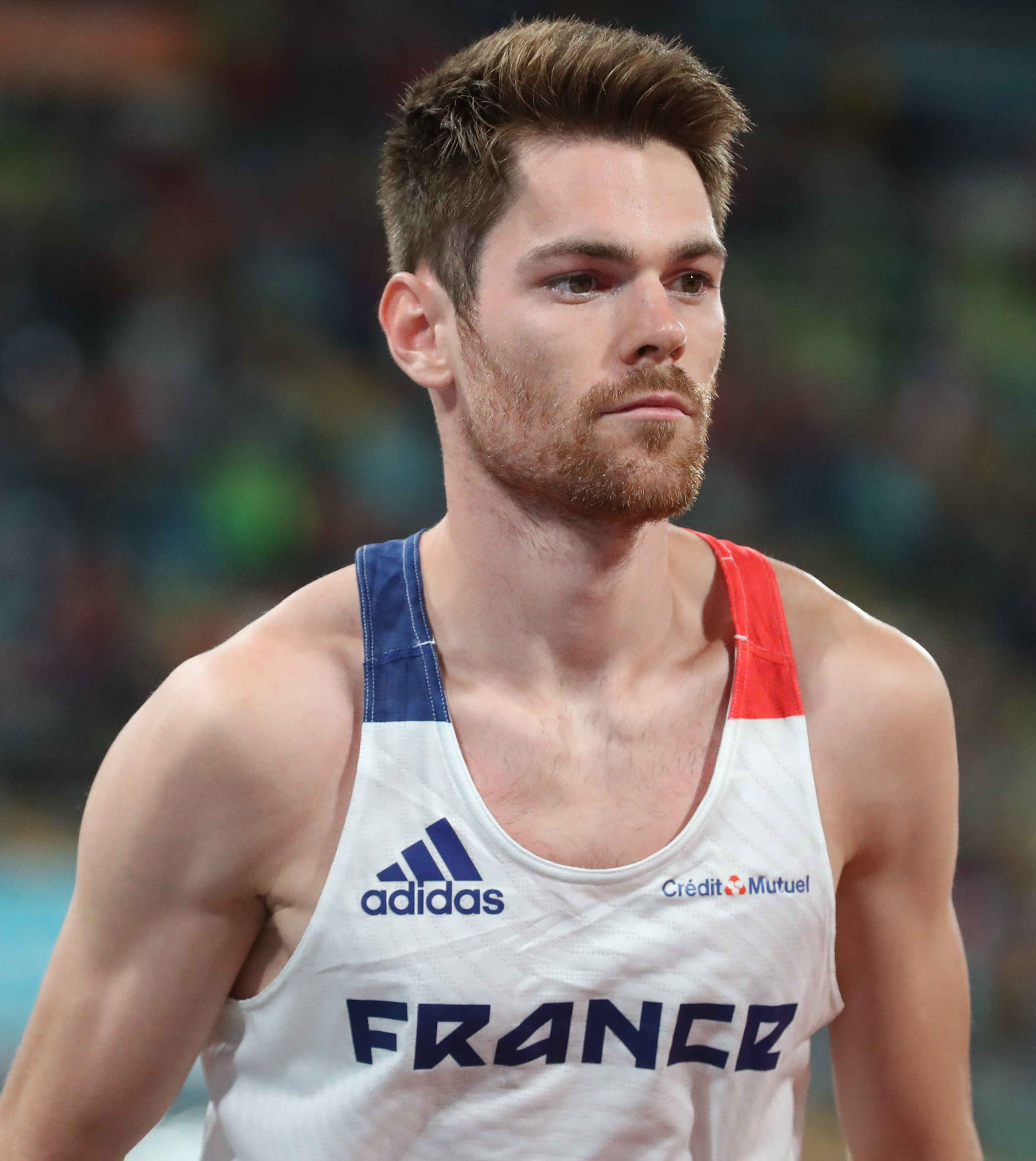
Victor Coroller
(* 1997)

- Anne-Claire Coudray (* 1977), Fernsehjournalistin und -Moderatorin
- David Toupé (* 1977), Parabadmintonspieler
- Edwige Lawson-Wade (* 1979), Basketballspielerin
- Anna Sam (* 1980), Autorin und Bloggerin
- François Hériau (* 1983), Autorennfahrer
- Camille Abily (* 1984), Fußballspielerin
- Matthieu Lahaye (* 1984), Autorennfahrer
- Aurélien Montaroup (* 1985), Fußballspieler
- Julien Simon (* 1985), Radrennfahrer
- Pascale Jeuland (* 1987), Radsportlerin
- Armindo Fonseca (* 1989), Radrennfahrer
- Naeleck (* 1989), Musikproduzent
- Jenia Grebennikov (* 1990), Volleyballspieler
- Maxime Daniel (* 1991), Radrennfahrer
- Jean-Baptiste Lahaye (* 1991), Autorennfahrer
- Victor Nirennold (* 1991), Fußballspieler
- Irina Ramialison (* 1991), Tennisspielerin
- Thomas Rouxel (* 1991), Badmintonspieler
- Clarisse Agbegnenou (* 1992), Judoka
- Audrey Fontaine (* 1992), Badmintonspielerin
- Lindsay Rose (* 1992), Fußballspieler
- Mathilde Hignet (* 1993), Politikerin (FI)
- Alyzée Costes (* 1994), Theater- und Filmschauspielerin
- Solène Gicquel (* 1994), Hochspringerin
- Bastian Kersaudy (* 1994), Badmintonspieler
- Briac Menoret (* 1994), Fußballspieler
- Victor Coroller (* 1997), Leichtathlet
- Théo Arribagé (* 2000), Tennisspieler
- Shana Grebo (* 2000), Hürdenläuferin
- Wilson Isidor (* 2000), Fußballspieler

### 21. Jahrhundert
- Clara Burel (* 2001), Tennisspielerin
- Baptiste Mouazan (* 2001), Fußballspieler
- Sacha Delaye (* 2002), Fußballspieler
- Théo Le Bris (* 2002), Fußballspieler

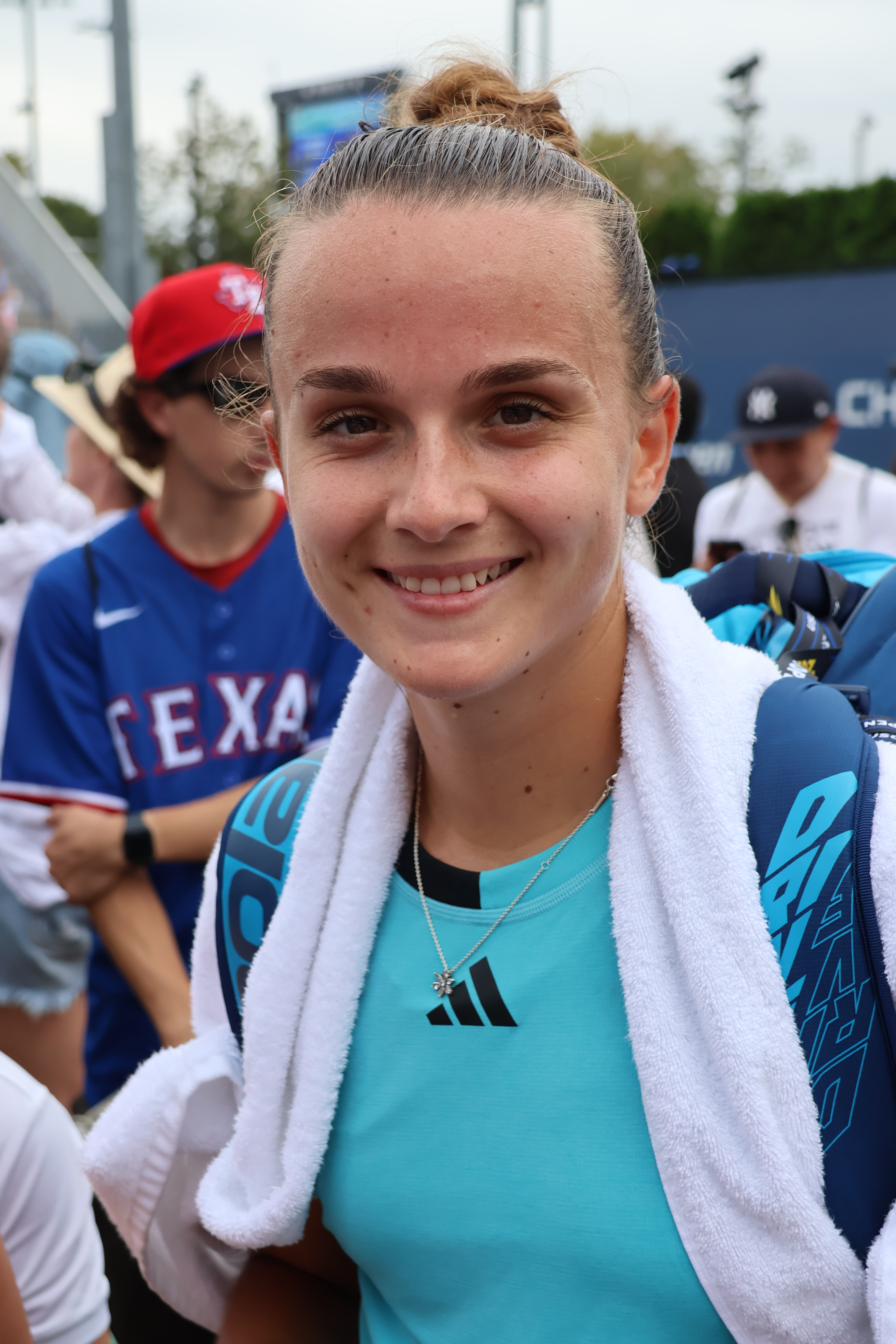
Clara Burel
(* 2001)

- Arthur Atta (* 2003), beninisch-französischer Fußballspieler
- Brieuc Rolland (* 2003), Radrennfahrer
- Clinton Nsiala (* 2004), Fußballspieler
- Lesley Ugochukwu (* 2004), französisch-nigerianischer Fußballspieler

## Persönlichkeiten mit Bezug zur Stadt

### Bis 1900
- Marbod von Rennes (1035–1123), Theologe, Dichter und Schriftsteller, Bischof von Rennes
- Arnaud d’Ossat (1537–1604), Kardinal und Diplomat, Bischof von Rennes
- Louis-Guy de Guérapin de Vauréal (1688–1760), römisch-katholischer Bischof von Rennes, Kommendatarabt, Diplomat und Mitglied der Académie française
- Charles Mannay (1745–1925), Bischof von Rennes
- Félix Dujardin (1801–1860), Naturforscher, Geologe, Zoologe und Botaniker, Professor an der Universität Rennes
- Godefroy Brossay-Saint-Marc (1803–1878), Kardinal und Erzbischof von Rennes
- Xavier Marmier (1808–1892), Reiseschriftsteller und Germanist, Professor an der Universität Rennes
- Heinrich Michelant (1811–1890), Bibliothekar, Romanist und Mediävist, Professor an der Universität Rennes
- Félix Ravaisson (1813–1900), Philosoph und Archäologe, Professor an der Universität Rennes
- Charles-Philippe Place (1814–1893), Kardinal und Erzbischof von Rennes
- Jean-Baptiste Payer (1818–1860), Arzt, Geologe und Botaniker, Professor an der Universität Rennes
- Guillaume-Marie-Joseph Labouré (1841–1906), Kardinal und Erzbischof von Rennes
- Auguste-René Dubourg (1842–1921), Kardinal und Erzbischof von Rennes
- Alfred Rébelliau (1858–1934), Bibliothekar, Historiker, Romanist und Literaturwissenschaftler, Professor an der Universität Rennes
- Benjamin Bourdon (1860–1943), Psychologe, Professor an der Universität Rennes
- Alexis-Armand Charost (1860–1930), Kardinal und Erzbischof von Rennes
- Pierre Duhem (1861–1916), Physiker, Wissenschaftstheoretiker und Wissenschaftshistoriker, Professor an der Universität Rennes
- Louis Joubin (1861–1935), Meereszoologe, Professor an der Universität Rennes
- Jean-Marie Le Roux (1863–1949), Mathematiker, Professor an der Universität Rennes
- Henri Sée (1864–1936), Wirtschaftshistoriker, Professor an der Universität Rennes
- Louis Le Fur (1870–1943), Jurist, Professor an der Universität Rennes
- Emmanuel de Martonne (1873–1955), Geograph, Professor an der Universität Rennes
- Albert Feuillerat (1874–1952), Anglist, Romanist und Literaturwissenschaftler, Professor an der Universität Rennes
- Émile Bréhier (1876–1952), Philosophiehistoriker, Professor an der Universität Rennes
- Bertrand Gambier (1879–1954), Mathematiker, Professor an der Universität Rennes
- Clément-Émile Roques (1880–1964), Kardinal und Erzbischof von Rennes
- Louis Auguste Antoine (1888–1971), Mathematiker, Professor an der Universität Rennes
- Raymond Lebègue (1895–1984), Romanist und Literaturwissenschaftler, Professor an der Universität Rennes

### 20. Jahrhundert

#### 1921 bis 1925
- Paul Gouyon (1910–2000), Kardinal und Erzbischof von Rennes
- Pierre Merlat (1911–1959), Althistoriker, Professor an der Universität Rennes
- Victor Goldschmidt (1914–1981), Philosoph, Professor an der Universität Rennes
- Roger Apéry (1916–1994), Mathematiker, Professor an der Universität Rennes
- André Chastagnol (1920–1996), Althistoriker und Epigraphiker, Professor an der Universität Rennes
- Jean Honoré (1920–2013), Kardinal und Dozent am Collège Saint-Vincent
- Paul Hagenmuller (1921–2017), Chemiker, Professor an der Universität Rennes
- Michel Hervé (1921–2011), Mathematiker, Professor an der Universität Rennes
- Pierre Riché (1921–2019), Historiker, Professor an der Universität Rennes
- Jean Delumeau (1923–2020), Historiker, Professor an der Universität Rennes
- Jacques Bompaire (1924–2009), Gräzist und Byzantinist, Professor an der Universität Rennes
- Alice Saunier-Seïté (1925–2003), Geographin und Historikerin, Professorin an der Universität Rennes

#### 1926 bis 1950
- Max Pagès (1926–2018), Psychologe und Psychotherapeut, Professor an der Universität Rennes
- Dominique Fernandez (* 1929), Autor, Professor an der Universität Rennes
- Jacques Jullien (1929–2012), Erzbischof von Rennes
- Henriette Walter (* 1929), Linguistin, Professorin an der Universität Rennes
- Rudolf Arthur Pfeiffer (1931–2012), deutscher Humangenetiker, Ehrendoktor der Universität Rennes
- François Saint-Macary (1936–2007), Erzbischof von Rennes
- Charles Goulaouic (1938–1984), Mathematiker, Professor an der Universität Rennes
- Ryōji Noyori (* 1938), japanischer Chemiker, Ehrendoktor der Universität Rennes
- Heindirk tom Dieck (* 1939), deutscher Chemiker, Ehrendoktor der Universität Rennes
- Arndt Simon (* 1940), deutscher Chemiker, Ehrendoktor der Universität Rennes
- Leslie Lamport (* 1941), US-amerikanischer Mathematiker, Informatiker und Programmierer, Ehrendoktor der Universität Rennes
- Edmond Hervé (* 1942), Politiker (PS), Bürgermeister von Rennes
- Tilo Schabert (* 1942), deutscher Politikwissenschaftler, Ehrendoktor der Universität Rennes
- Pierre Berthelot (1943–2023), Mathematiker, Professor an der Universität Rennes
- Nicole Berline (* 1944), Mathematikerin, Professorin an der Universität Rennes
- Michael Schecker (* 1944), deutscher Sprachwissenschaftler und Neurolinguist, Professor an der Universität Rennes
- Richard R. Schrock (* 1945), US-amerikanischer Chemiker, Ehrendoktor der Universität Rennes
- Bernard Boëne (* 1947), Militärsoziologe, Professor an der Universität Rennes
- Michel Simonin (1947–2000), Romanist und Literaturwissenschaftler, Professor an der Universität Rennes
- Nicole Kiil-Nielsen (* 1949), Politikerin (EELV), Vizebürgermeisterin von Rennes

#### Ab 1950
- Marie-Françoise Roy (* 1950), Mathematikerin, Professorin an der Universität Rennes
- Pierre d’Ornellas (* 1953), Erzbischof von Rennes an der Universität Rennes
- Chris Scarre (* 1954), britischer Archäologe, Ehrendoktor der Universität Rennes
- Patrik Ouředník (* 1957), tschechischer Autor und Übersetzer, Professor an der Universität Rennes
- Elaine A. Ostrander (* 1958), US-amerikanische Genetikerin, Ehrendoktorin der Universität Rennes
- Bas Edixhoven (1962–2022), niederländischer Mathematiker, Professor an der Universität Rennes
- Krijn de Kooning (* 1963), niederländischer Installationskünstler, Dozent an der École régionale des beaux-arts de Rennes
- Antoine Chambert-Loir (* 1971), Mathematiker, Professor an der Universität Rennes
- Serge Cantat (* 1973), Mathematiker, Professor an der Universität Rennes
- Nathalie Appéré (* 1975), Politikerin (PS), Bürgermeisterin von Rennes
- Steffen Roth (* 1976), deutscher Soziologe und Wirtschaftswissenschaftler, Juniorprofessor an der ESC Rennes School of Business
- Julien Sebag (* 1976), Mathematiker, Professor an der Universität Rennes

### Geburtsjahr unbekannt
- Nathalie Drach-Temam, Mathematikerin und Informatikerin, Professorin an den Universität Rennes
- Daniel Gouadec, Terminologe und Übersetzungswissenschaftler
- Henri de La Mothe-Houdancourt (1602/12–1684), Bischof von Rennes